# 2011-es Copa América (keretek)
A következő lista tartalmazza az Argentínában rendezett 2011-es Copa Américan részt vevő nemzeteinek játékoskereteit. A tornát 2011. június 1-e és 24-e között rendezték. Minden részt vevő nemzetnek 22 vagy 23 játékost kellett neveznie, annak függvényében, hogy a keretben három kapust jelöltek-e meg.
A játékosoknál megjelölt válogatottsági adatok, illetve a zárójelben írt életkorok a 2011. július 1-i állapotnak megfelelőek.

## C csoport

### Mexikó
Szövetségi kapitány:  Luis Fernando Tena
| Szám | Poszt | Név                     | Születési dátum / Kor            | Válogatottság | Gólok | Klub              |
| ---- | ----- | ----------------------- | -------------------------------- | ------------- | ----- | ----------------- |
| 1    | K     | Luis Ernesto Michel     | 1979. július 21. (31 évesen)     | 4             | 0     | Guadalajara       |
| 2    | V     | Kristian Álvarez        | 1992. április 20. (19 évesen)    | 0             | 0     | Guadalajara t     |
| 3    | V     | Oswaldo Alanís          | 1989. március 18. (22 évesen)    | 0             | 0     | Estudiantes Tecos |
| 4    | KP    | Diego de Buen           | 1991. július 13. (19 évesen)     | 0             | 0     | UNAM              |
| 5    | V     | Darvin Chávez           | 1989. november 21. (21 évesen)   | 3             | 0     | Monterrey         |
| 6    | KP    | Antonio Gallardo        | 1989. április 19. (22 évesen)    | 0             | 0     | Guadalajara       |
| 7    | CS    | Ulises Dávila           | 1991. június 23. (20 évesen)     | 0             | 0     | Guadalajara       |
| 8    | KP    | Emilio Orrantía         | 1991. február 1. (20 évesen)     | 0             | 0     | UNAM              |
| 9    | CS    | Rafael Márquez Lugo     | 1981. november 2. (29 évesen)    | 9             | 0     | Morelia           |
| 10   | CS    | Giovani dos Santos      | 1989. május 11. (22 évesen)      | 45            | 11    | Tottenham Hotspur |
| 11   | KP    | Javier Aquino           | 1990. február 11. (21 évesen)    | 0             | 0     | Cruz Azul         |
| 12   | K     | Liborio Sánchez         | 1989. október 9. (21 évesen)     | 0             | 0     | Querétaro         |
| 13   | K     | Carlos Felipe Rodríguez | 1989. április 3. (22 évesen)     | 0             | 0     | Morelia           |
| 14   | V     | Néstor Araujo           | 1991. augusztus 29. (19 évesen)  | 0             | 0     | Cruz Azul         |
| 15   | KP    | Jorge Enríquez          | 1991. január 8. (20 évesen)      | 2             | 0     | Guadalajara       |
| 16   | V     | Miguel Ángel Ponce      | 1989. április 12. (22 évesen)    | 0             | 0     | Guadalajara       |
| 17   | KP    | Édgar Pacheco           | 1990. január 22. (21 évesen)     | 3             | 1     | UANL              |
| 18   | CS    | Oribe Peralta           | 1984. január 12. (27 évesen)     | 2             | 0     | Santos Laguna     |
| 19   | V     | Héctor Reynoso          | 1980. október 3. (30 évesen)     | 1             | 0     | Guadalajara       |
| 20   | CS    | Alan Pulido             | 1991. március 8. (20 évesen)     | 0             | 0     | UANL              |
| 21   | V     | Hiram Mier              | 1989. augusztus 25. (21 évesen)  | 0             | 0     | Monterrey         |
| 22   | V     | Paul Aguilar            | 1986. március 6. (25 évesen)     | 15            | 2     | América           |
| 23   | V     | Diego Reyes             | 1992. szeptember 19. (18 évesen) | 0             | 0     | América           |